# Румор, Теодор Вильгельм
Теодор Вильгельм Румор (дат. Theodor Vilhelm Rumohr; 2 августа 1807, Копенгаген — 1884) — датский поэт и писатель.

## Биография
Теодор Вильгельм Рамор изучал юриспруденцию и был проведен после успешного завершения учёбы на работу в отдел новостей газеты «Berlingschen Zeitung». Теодор Румор в 1839 году получил государственную стипендию, благодаря которой смог учиться в Германии и в Швейцарии.
После возвращения в Данию он на некоторое время вновь осел в своём родном городе. С 1850 года, Румор исполнял там в Северном Шлезвиге, возложенные на него в 1853 году обязанности судьи. Эту должность он занимал до 1864 года.
С 1864 по 1874 год Теодор Вильгельм Румор путешествовал в течение длительного времени по Южной Европе, Северной Африке и Ближнему Востоку. В последние годы своей жизни, Румор снимал дом в Дании, где и скончался в 1884 году в возрасте 77 лет.
Теодор Вильгельм Румор писал лирические (патриотические) стихотворения и драмы, а затем выступил, в качестве писателя для народа, с рядом больших исторических романов, способствовавших оживлению интереса к отечественной истории.